# Laser Weapon System
Laser Weapon System (în română Sistem de Armament cu Laser; abreviat LaWS) este o armă cu energie dirijată elaborată de către United States Navy. Arma va fi instalată pe USS Ponce pentru testarea pe teren în 2014.
Tunul electromagnetic poate spulbera o țintă aflată la 160 de km distanță, proiectilul fiind lansat cu o viteză de șapte ori mai mare decât cea a sunetului. În loc sa mizeze pe forța propulsoare a exploziei prafului de pușcă, tunul electromagnetic se folosește de o undă de energie electromagnetică pentru a lansa proiectilul cu viteză de aproximativ 7 Mach. Proiectilul nu explodează la impact, dar distruge orice ar lovi prin forța brută. LaWS este capabil să distrugă drone, nave de mici dimensiuni și alte posibile amenințări aflate la mică distanță. 
Tunul laser va putea oferi un scut protector împotriva țintelor aeriene (inclusiv împotriva loviturilor de artilerie) și de suprafață, va fi amplasat la bordul navei USS Ponce, pentru testele finale înainte de intrarea în faza operațională.
Conform revistei New Scientist, un asemenea tun laser va costa circa 32 milioane de dolari. Acesta va funcționa cu ajutorul unor semiconductori, care convertește energia electrică în radiație laser. Fluxul laser astfel obținut trece, prin intermediul unui sistem optic, printr-un mănunchi de fibre optice, care sunt dopate cu yterbiu (Yb), care joacă rolul de amplificator al energiei fasciculului laser. Randamentul unui asemena laser este de 25%, ceea ce înseamnă că pentru un fascicul de 100 kW (probabil că aceasta este puterea fasciculului noului tun laser care va fi amplasat la bordul navelor americane) este nevoie să se asigure o energie electrică de 400 kW.